# Real Betis
Real Betis, egentligen Real Betis Balompié, är en spansk fotbollsklubb i Sevilla som grundades 1907. Klubben spelar i högstadivisionen La Liga och dess hemmaarena är Estadio Benito Villamarín. 1932 blev klubben det första andalusiska laget att spela i den spanska högstaligan. Klubben vann spanska mästerskapet 1935. Säsongen 2004/2005 kvalade Betis in till Champions League och Ricardo Oliveira vann skytteligan. Klubbens motto är "Viva el Betis, manque pierda!", vilket kan översättas till: Leve Betis, även ifall de förlorar!
Namnet Betis är hämtat från det romerska Baetis, vilket var namnet på floden Guadalquivir som flyter genom Sevilla. Klubben startade som Sevilla Balompié. I samband med en hopslagning med Betis Football Club 1914, tog klubben namnet Real Betis Balompié efter att ha fått kungligt beskydd. Balompié är en ordagrann spansk översättning av fotboll.

## Spelare

### Truppen 2021/2022
| 1  | Spanien  | Joel Robles   | 17 juni 1990    | Leganés, Spanien | Everton (-18)         |
| 13 | Portugal | Rui Silva     | 7 februari 1994 | Maia, Portugal   | Granada (-21)         |
| 25 | Chile    | Claudio Bravo | 13 april 1983   | Viluco, Chile    | Manchester City (-20) |

| 2  | Spanien   | Martín Montoya  | 14 april 1989   | Gavà, Spanien                   | Brighton & Hove Albion (-20) |
| 3  | Spanien   | Edgar González  | 1 april 1997    | Sant Joan Despí, Spanien        | Real Oviedo                  |
| 5  | Spanien   | Marc Bartra     | 15 januari 1991 | Sant Jaume, Spanien             | Borussia Dortmund (-18)      |
| 6  | Spanien   | Víctor Ruiz     | 25 januari 1989 | Esplugues de Llobregat, Spanien | Beşiktaş (-20)               |
| 15 | Spanien   | Álex Moreno     | 8 juni 1993     | Sant Sadurní, Spanien           | Rayo Vallecano (-19)         |
| 16 | Argentina | Germán Pezzella | 27 juni 1991    | Bahía Blanca, Argentina         | Fiorentina (-21)             |
| 19 | Spanien   | Héctor Bellerín | 19 mars 1995    | Barcelona, Spanien              | Arsenal (lån)                |
| 23 | Senegal   | Youssouf Sabaly | 5 mars 1993     | Le Chesnay, Frankrike           | Bordeaux (-21)               |
| 33 | Spanien   | Juan Miranda    | 19 januari 2000 | Olivares, Spanien               | FC Barcelona (-21)           |

| 4  | Elfenbenskusten | Paul Akouokou    | 20 december 1997  | Abidjan, Elfenbenskusten | Betis B (-20)             |
| 10 | Spanien         | Sergio Canales   | 16 februari 1991  | Santander, Spanien       | Real Sociedad (-18)       |
| 14 | Portugal        | William Carvalho | 7 april 1992      | Luanda, Angola           | Sporting Lissabon (-18)   |
| 18 | Mexiko          | Andrés Guardado  | 28 september 1986 | Guadalajara, Mexiko      | PSV (-17)                 |
| 20 | Mexiko          | Diego Lainez     | 9 juni 2000       | Villahermosa, Mexiko     | Club América (-19)        |
| 21 | Argentina       | Guido Rodríguez  | 12 april 1994     | Sáenz Peña, Argentina    | Club América (-20)        |
| 22 | Spanien         | Víctor Camarasa  | 28 maj 1994       | Meliana, Spanien         | Levante (-17)             |
| 28 | Spanien         | Rodri            | 16 maj 2000       | Talayuela, Spanien       | Deportivo La Coruña (-16) |

| 7  | Spanien   | Juanmi         | 20 maj 1993      | Coín, Spanien                     | Real Sociedad (-19) |
| 9  | Spanien   | Borja Iglesias | 17 januari 1993  | Compostela, Spanien               | Espanyol (-19)      |
| 11 | Spanien   | Cristian Tello | 11 augusti 1991  | Sabadell, Spanien                 | FC Barcelona (-17)  |
| 12 | Brasilien | Willian José   | 23 november 1991 | Porto Calvo, Brasilien            | Real Sociedad (lån) |
| 17 | Spanien   | Joaquín        | 21 juli 1981     | El Puerto de Santa María, Spanien | Fiorentina          |
| 24 | Spanien   | Aitor Ruibal   | 22 mars 1996     | Sallent, Spanien                  | Betis B (-17)       |
| 27 | Spanien   | Rober          | 8 januari 2001   | Mérida, Spanien                   | Betis B (-17)       |

### Utlånade spelare
| Nr | Land    | Pos | Namn                                           |
| -- | ------- | --- | ---------------------------------------------- |
| —  | Spanien | MV  | Dani Martín (i Málaga till 30 juni 2022)       |
| —  | Spanien | MF  | Loren Morón (i RCD Espanyol till 30 juni 2022) |

### Pensionerade nummer
26 –  Miki Roqué, Försvarare, 2009–2012